# Cisaillement gravitationnel
 (septembre 2011).
Si vous disposez d'ouvrages ou d'articles de référence ou si vous connaissez des sites web de qualité traitant du thème abordé ici, merci de compléter l'article en donnant les références utiles à sa vérifiabilité et en les liant à la section « Notes et références ».

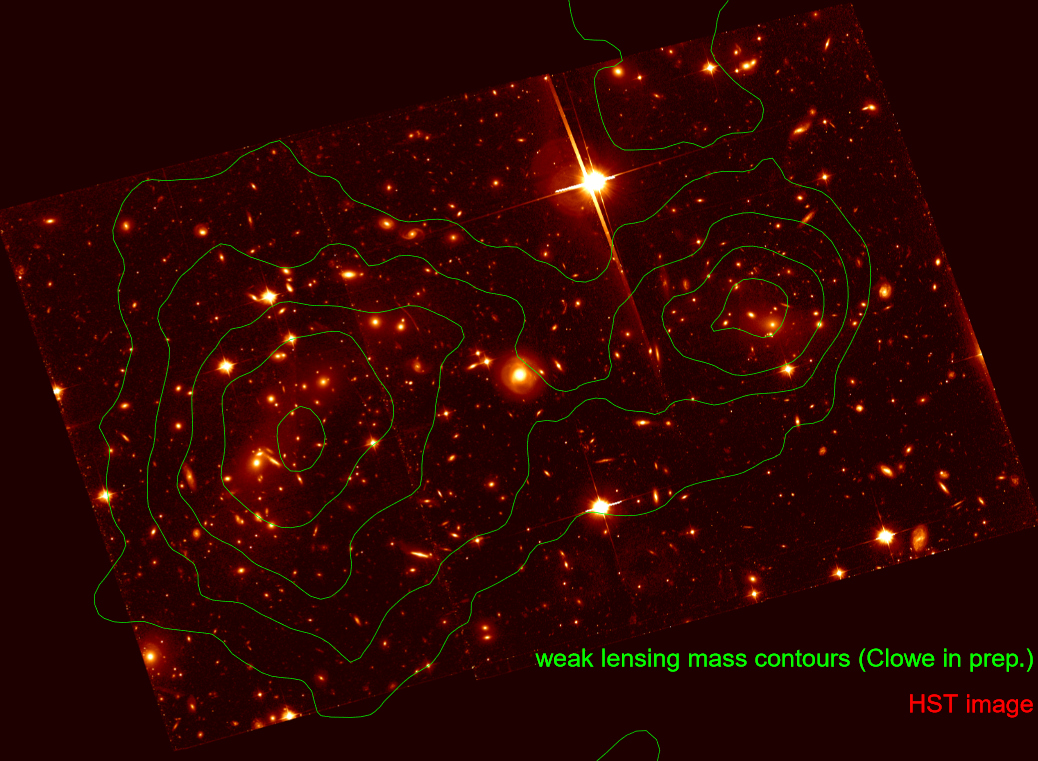
Approximation de la présence de matière noire (contours verts), mise en évidence par le phénomène de cisaillement gravitationnel.

Le cisaillement gravitationnel est le au phénomène de distorsion des images des galaxies distantes par des concentrations de masse d'avant-plan.

## Origine de la déformation
Ce phénomène est une prédiction de la relativité générale expliquant que la lumière peut être déviée par un champ gravitationnel. Le phénomène de cisaillement gravitationnel est régi par la même physique que celui des lentilles gravitationnelles, mais ici ce n'est pas tant l'amplification de la lumière qui est utilisée  que les distorsions des images.

## Utilisation
Le cisaillement gravitationnel est un outil extrêmement puissant en cosmologie, car il permet de reconstituer le potentiel gravitationnel présent dans l'Univers, indépendamment de la nature de la matière qui le génère. Il permet ainsi de comparer la masse dite « lumineuse » des amas de galaxies à leur masse réelle, les deux quantités étant connues pour différer significativement (une partie de la masse — planètes, trous noirs... — émet peu ou pas de rayonnement). Il permet ainsi de détecter de façon relativement directe la répartition de la matière noire dans l'Univers. Le cisaillement gravitationnel permet également de reconstituer une partie de l'histoire de la formation des grandes structures de l'Univers.